# 17 de diciembre
El 17 de diciembre es el 351.º (tricentésimo quincuagésimo primer) día del año en el calendario gregoriano y el 352.º en los años bisiestos. Quedan 14 días para finalizar el año.

## Acontecimientos
- 283: en Roma, Cayo ―sobrino del emperador romano Diocleciano― se convierte en papa.
- 384: en Roma, Siricio se convierte en papa.
- 546: en Italia, los ostrogodos del rey Totila conquistan Roma.
- 942: Guillermo I de Normandía es asesinado.
- 1198: en Roma el papa Inocencio III aprueba la Regla propia de la Orden de la Santísima Trinidad a petición de San Juan de Mata
- 1398: Tamerlán captura Delhi, capital del Sultanato de Delhi, la ciudad será saqueada por 8 días; su población masacrada, y más de 100.000 prisioneros de la batalla por la ciudad serán ejecutados..
- 1483: en Mondoñedo es decapitado el mariscal Pardo de Cela.
- 1500: Cristóbal Colón es recibido por los Reyes Católicos, tras regresar encadenado desde la isla La Española.
- 1531: en Roma, el papa Clemente VII, a petición del rey João III, autoriza el establecimiento de la inquisición en Portugal.
- 1538: en Roma, el papa Paulo III excomulga a Enrique VIII de Inglaterra.
- 1577: desde Plymouth, Francis Drake parte en una misión secreta hacia la costa del Pacífico americana.
- 1586: Go-Yozei se convierte en emperador de Japón.
- 1600: Enrique IV de Francia se casa con María de Médici.
- 1637: Rebelión Shimabara: los fieles de Amakusa Shirō se enfrentan al daimyō Matsukura Shigeharu.
- 1718: Guerra de la Cuádruple Alianza: Gran Bretaña declara la guerra a España.
- 1770: en Bonn (Alemania) es bautizado Ludwig van Beethoven.
- 1771: en San Juan (Puerto Rico) se expide el decreto para constituir y establecer a Cabo Rojo como municipio de Puerto Rico.
- 1777: Francia reconoce la Independencia de los Estados Unidos.
- 1790: bajo el Zócalo de la Ciudad de México se descubre la Piedra del Sol azteca.
- 1807: Napoleón Bonaparte emite el decreto de Milán para regular la disposición de su Bloqueo Continental.
- 1819: en la villa de Angostura (en la actual Venezuela), Simón Bolívar proclama la primera Gran Colombia, unión del Virreinato de la Nueva Granada y la Capitanía General de Venezuela de 1810.
- 1830: en la Quinta de San Pedro Alejandrino, antigua hacienda situada en la ciudad de Santa Marta (Colombia), a la edad de 47 años, muere el libertador Simón Bolívar, militar y político venezolano, y una de las figuras más destacadas de la emancipación y las guerras de independencia hispanoamericanas contra el Imperio español.
- 1843: Charles Dickens pública por primera vez su libro A Christmas Carol (Cuento de Navidad).
- 1843: el Imperio francés convierte a la isla de Madagascar en su «protectorado».
- 1903: en Kitty Hawk (Carolina del Norte, Estados Unidos), los hermanos Wright realizan el primer vuelo de prueba de su primer avión (el Wright Flyer).[1]
- 1917: Estados Unidos promulga la Ley seca.
- 1919: Uruguay firma la Convención de Buenos Aires sobre propiedad literaria y artística.
- 1935: el avión Douglas DC-3 realiza su primer vuelo.
- 1939: frente a Montevideo ―en el marco de la Segunda Guerra Mundial― el acorazado alemán Admiral Graf Spee es hundido por su capitán Hans Langsdorff tras los daños sufridos en la Batalla del Río de la Plata.
- 1941: en la Segunda Guerra Mundial, comienza la Batalla de Sebastopol.
- 1941: en la Segunda Guerra Mundial, las fuerzas imperiales de Japón aterrizan en el norte de Borneo.
- 1946: en Cinco Casas (España) sucede un accidente ferroviario, con el resultado de 21 fallecidos.
- 1946: en Caracas (Venezuela) se instala la Asamblea Constituyente elegida por el pueblo.
- 1961: comienza la Invasión de Goa, por la que la India se anexiona Goa (invadida por Portugal desde el siglo XVII).
- 1954: en Colombia se crea el distrito especial de Bogotá
- 1961: en la ciudad de Niterói (frente a Río de Janeiro, Brasil) sucede un incendio en el Gran Circo Americano, la mayor tragedia en la historia del circo.
- 1967: cerca de Portsea (Australia), el primer ministro Harold Holt desaparece mientras nadaba.
- 1969: la Fuerza Aérea de los Estados Unidos cierra el Proyecto Libro Azul, investigación sobre los ovnis.
- 1970: en Polonia, el gobierno socialista polaco sofoca manifestaciones obreras de Gdynia, saldándose con decenas de muertos.
- 1973: en el Aeropuerto de Roma-Fiumicino un atentado contra un vuelo de Pan American World Airways provoca 32 muertos.
- 1974: en Santiago de Chile, la Junta Militar de Gobierno nombra «presidente de Chile» al dictador Augusto Pinochet.
- 1976: en Moscú es liberado el disidente Vladimir Bukovsky.
- 1978: en Jamaica, Trevor Munroe funda el Partido de los Trabajadores.[2]
- 1981: en España, el Congreso de los Diputados aprueba el primer Estatuto de Autonomía de Andalucía.
- 1983: en Londres, el IRA Provisional hace estallar una bomba en una tienda de Harrods, matando siete personas.
- 1983: en Madrid (España) fallecen 82 personas en el incendio de la discoteca Alcalá 20
- 1984: en Nueva York, la Unesco declara al casco histórico de Córdoba (España) como Patrimonio de la Humanidad.
- 1986: en Bogotá es asesinado Guillermo Cano Isaza, director del diario El Espectador. El asesinato es atribuido a miembros del Cártel de Medellín.
- 1987: se disuelve la banda de punk rock Hüsker Dü.
- 1989: en Estados Unidos, la cadena Fox difunde el primer episodio de la serie animada Los Simpson.
- 1989: en Timişoara (Rumanía) los rebeldes incendian la sede del Partido Comunista Rumano.
- 1989: en Brasil se celebran las primeras elecciones libres después de 29 años de dictadura.
- 1995: en Buenos Aires, Vélez Sarsfield golea a Independiente por 3-0 como visitante en el Estadio Libertadores de América y se consagra campeón del Apertura 1995.
- 1996: en Lima (Perú), terroristas de Túpac Amaru toman la residencia del embajador japonés, y secuestran a 800 personas.
- 1996: en Grozny, capital de Chechenia, son asesinados seis trabajadores de la Cruz Roja.
- 1999: en Venezuela, una serie de deslaves del Cerro El Ávila produjeron fuertes inundaciones y pérdidas humanas y materiales en las ciudades de Caracas, La Guaira y otras del Estado Vargas.
- 1999: se aprueba a través de referéndum la nueva Constitución de la República Bolivariana de Venezuela.
- 1999: se estrena el clásico de Disney Fantasía 2000 en Nueva York.
- 2001: en Afganistán concluye la Batalla de Tora Bora.
- 2003: Se estrena a nivel mundial El Señor de los Anillos: el Retorno del Rey, tercera entrega de la trilogía cinematográfica de Peter Jackson, basada en la novela de J. R. R. Tolkien.
- 2005: en Bután, Jigme Singye Wangchuck abdica del trono.
- 2007: en Montevideo (Uruguay) es condenado el exdictador Gregorio Álvarez (de 82 años de edad) por reiterados delitos de desaparición forzada, delitos de lesa humanidad y anticonstitucionales.
- 2010: en Túnez se quema a lo bonzo el joven universitario y vendedor ambulante Mohamed Bouazizi (26). Comienza la Revolución de los Jazmines, que será la mecha de la Revolución en el mundo árabe de 2011.
- 2014: Barack Obama anunció que Estados Unidos "levanta el ancla del pasado" y modera el bloqueo a Cuba.
- 2014: en Carolina del Sur (Estados Unidos), una juez decreta que George Stinney, el condenado a muerte más joven de la historia de Estados Unidos, no tuvo un proceso justo.[3]
- 2015: se estrena Star Wars: Episodio VII - El despertar de la Fuerza.
- 2015: terminan las señales analógicas en México, dando paso a la TDT (Televisión Digital Terrestre).
- 2015: en Argentina, el Gobierno de Mauricio Macri elimina la restricción cambiaría, conocida como cepo, al valor del dólar estadounidense y unifica el tipo de cambio heredado del gobierno de Cristina Kirchner
- 2017: en Chile, Sebastián Piñera vuelve al poder tras ser elegido con el 54,57 % de los votos válidamente emitidos en la segunda vuelta presidencial frente a su contendiente Alejandro Guillier.
- 2021: se estrena a nivel mundial, Spider-Man: No Way Home, vigesimoséptima película del UCM, protagonizada por Tom Holland, que marca el regreso de Andrew Garfield y Tobey Maguire como sus respectivos Spider-Man, tras 7 y 14 años de haber dejado el papel, respectivamente.
- 2022: en Catar, se disputó el tercer lugar de la Copa Mundial de Fútbol de Catar 2022 donde la Selección de Croacia le ganó a la Selección Marroquí 2 a 1 quedando así el tercer puesto del torneo.
- 2023: RBD da su último concierto en Ciudad de México definitivamente.
- 2023: En la Exhacienda de Salvatierra en Guanajuato un grupo de jóvenes celebraba una posada al momento en que un grupo armado ingresó al lugar y disparó en contra de ellos Como saldo 11 personas fallecidas en el lugar.
- 2024: En Vanuatu, tiene lugar un potente   terremoto, de 7,3 grados en la escala de Richter, con cuantiosos daños materiales y hasta el momento, decenas de personas fallecidas.

## Nacimientos
- 1239: Kujō Yoritsugu, shogun japonés (f. 1256).
- 1267: Go-Uda, emperador japonés (f. 1324).
- 1554: Ernesto de Baviera, aristócrata alemán (f. 1612).
- 1563: Diego Pérez de Mesa, humanista español (f. 1632).
- 1574: Pedro Téllez-Girón y Velasco, aristócrata, político y militar español (f. 1624).
- 1607: Pacecco de Rosa, pintor italiano (f. 1656).
- 1616: Roger L'Estrange, escritor británico (f. 1704).
- 1619: Ruperto del Rin, militar y almirante británico (f. 1682).
- 1638: Ana Sofía de Hesse-Darmstadt, aristócrata y religiosa alemana (f. 1683).
- 1642: Francisco de Jerónimo, religioso y santo italiano (f. 1716).
- 1642: Francisco Castillo Fajardo, general español (f. 1716).
- 1701: Ignacio de Láconi, sacerdote y santo italiano (f. 1781).
- 1706: Émilie du Châtelet, matemática y física francesa (f. 1749).
- 1734: María I, reina portuguesa (f. 1816).
- 1749: Domenico Cimarosa, compositor italiano (f. 1801).
- 1768: Johann Philipp Palm, librero y héroe alemán (f. 1806).
- 1777: François Marius Granet, pintor francés (f. 1849).
- 1778: Humphry Davy, químico británico (f. 1829).
- 1785: José Lázaro de la Garza y Ballesteros, obispo mexicano, 27° arzobispo de México (f. 1862).
- 1787: Jan Evangelista Purkyně, anatomista, fisiólogo, botánico checo (f. 1869).
- 1797: Tomasz-Franciszek Bartmański, ingeniero militar y viajero polaco (f. 1880).
- 1797: Joseph Henry, físico estadounidense (f. 1878).
- 1799: Gottlieb August Wilhelm Herrich-Schäffer, entomólogo y médico alemán (f. 1874).
- 1807: John Greenleaf Whittier escritor estadounidense (f. 1892).
- 1810: Francisco Serrano y Domínguez, militar y político español (f. 1885).
- 1824: John Kerr, físico escocés (f. 1907).
- 1825: Thomas Woolner, escultor y poeta británico (f. 1892).
- 1828: Leonor Pérez Cabrera, mujer cubana, madre de José Martí (f. 1907).
- 1830: Jules de Goncourt, escritor francés (f. 1870).
- 1835: Alexander Emanuel Agassiz, científico estadounidense (f. 1910).
- 1838: Angelo Mariani, químico ítalo-francés (f. 1914).
- 1840: Nozu Michitsura, militar japonés (f. 1908).
- 1842: Ernest Lavisse, historiador francés (f. 1922).
- 1842: Sophus Lie, matemático noruego (f. 1899).
- 1847: Émile Faguet, literato francés (f. 1916).
- 1848: William Wynn Westcott, médico y ocultista británico, cofundador de la Golden Dawn (f. 1925).
- 1851: Friedrich Otto Schott, químico alemán (f. 1935).
- 1852: Herbert Beerbohm Tree, actor y director teatral británico (f. 1917).
- 1853: Émile Roux, médico francés (f. 1933).
- 1859: Paul César Helleu, pintor francés (f. 1927).
- 1861: Arthur Edwin Kennelly, ingeniero eléctrico estadounidense (f. 1939).
- 1862: Guillermo Barros Jaraquemada, político chileno (f. 1943).
- 1862: Moriz Rosenthal, pianista polaco (f. 1946).
- 1863: Henri Padé, matemático francés (f. 1953).
- 1866: Mario García Menocal, presidente cubano (f. 1941).
- 1866: Kazys Grinius, presidente lituano (f. 1950).
- 1868: José Comas y Solá, astrónomo español (f. 1937).
- 1873: Ford Madox Ford, novelista británico (f. 1939).
- 1874: William Lyon Mackenzie King, abogado, político y primer ministro canadiense (f. 1950).
- 1876: Afrânio Peixoto, médico y literato brasileño (f. 1947).
- 1885: Alphonse Barbé, anarquista francés (f. 1983).
- 1887: Herminia von Schoenaich, reina prusiana (f. 1947).
- 1888: Pedro Barrié de la Maza, banquero y empresario español (f. 1971).
- 1890: Joaquín de Prusia, aristócrata prusiano (f. 1920).
- 1890: Raúl Caballero Aburto, político mexicano (f. 1977).
- 1891: Hu Shih, intelectual chino (f. 1962).
- 1892: Sam Barry, entrenador estadounidense (f. 1950).
- 1893: Erwin Piscator, cineasta alemán (f. 1966).
- 1894: David Butler, cineasta estadounidense (f. 1979).
- 1894: Arthur Fiedler, músico estadounidense (f. 1979).
- 1894: Hendrik Anthony Kramers, físico neerlandés (f.1952)
- 1895: Ángel Casal, editor y político español (f. 1936).
- 1895: Gerald Patterson, tenista australiano (f. 1967).
- 1896: Ralph O'Neill, general mexicano-estadounidense (f. 1980).
- 1897: Władysław Broniewski, soldado y poeta polaco (f. 1962).
- 1900: Mary Lucy Cartwright, matemática británica (f. 1998).
- 1900: Manuel Larraín Errázuriz, obispo chileno (f. 1966).
- 1900: Isidro Parga Pondal, geólogo español (f. 1986).
- 1900: Katina Paxinou, actriz griega (f. 1973).
- 1902: Miguel Ángel Espino, periodista y escritor salvadoreño (f. 1967).
- 1903: Erskine Caldwell, novelista estadounidense (f. 1987).
- 1903: Ray Noble, músico británico (f. 1978).
- 1904: Paul Cadmus, artista estadounidense (f. 1999).
- 1905: Simo Häyhä, militar finlandés (f. 2002).
- 1905: Érico Veríssimo, escritor brasileño (f. 1975).
- 1906: Bede Griffiths, místico británico (f. 1993).
- 1906: Enzo Doméstico Kabregu, pintor italo-uruguayo (f. 1971).
- 1908: Willard Libby, químico estadounidense, premio Nobel de Química en 1960 (f. 1980).
- 1910: Spade Cooley, músico estadounidense (f. 1969).
- 1910: Sy Oliver, músico estadounidense (f. 1988).
- 1910: Manuel Vázquez Sagastizabal, aviador franquista español (f. 1939).
- 1910: Jean Maitron, historiador francés (f. 1987).
- 1911: André Claveau, cantante francés (f. 2003).
- 1913: Alicia Lourteig, botánica argentina (f. 2003).
- 1914: Raymond Fernández, criminal estadounidense (f. 1951).
- 1915: Robert A. Dahl, politólogo estadounidense (f. 2014).
- 1916: Penelope Fitzgerald, escritora británica (f. 2000).
- 1919: Ezekiel Mphahlele, escritor sudafricano (f. 2008).
- 1920: Kenneth Iverson, matemático estadounidense (f. 2004).
- 1921: Nadezhda Popova, militar soviética-ucraniana (f. 2013), una de las primeras pilotos militares femeninas de la Unión Soviética en la Segunda Guerra Mundial; formó parte de una unidad de bombardeo formada exclusivamente por mujeres, Heroína de la Unión Soviética, Orden de la Estrella Roja (tres veces) y Orden de Lenin.
- 1922: Mario Rigamonti, futbolista italiano (f. 1949).
- 1923: Jaroslav Pelikan, historiador estadounidense (f. 2006).
- 1923: Jürgen Ponto, banquero alemán (f. 1977).
- 1923: Nina Ulianenko, aviadora militar soviética y Heroína de la Unión Soviética (f. 2005)
- 1924: Horacio Tomás Liendo, militar y dictador argentino (f. 2007).
- 1925: José Rivera Ramírez, sacerdote español (f. 1991).
- 1926: José Lutzenberger, ambientalista brasileño (f. 2002).
- 1927: Antonio Fernández Alba, arquitecto español (f. 2024).
- 1927: Wálter Gómez, futbolista uruguayo (f. 2004).
- 1930: Armin Mueller-Stahl, actor alemán.
- 1932: Luis Tasca, actor argentino (f. 1996).
- 1936: Francisco, eclesiástico, químico y docente argentino, papa de la Iglesia católica entre 2013 y 2025 (f. 2025).
- 1936: Klaus Kinkel, político alemán (f. 2019).
- 1937: Sergio Jiménez, actor y director mexicano (f. 2007).
- 1937: John Kennedy Toole, novelista estadounidense (f. 1969).
- 1937: Jaime Lerner, urbanista y político brasileño (f. 2021).
- 1938: Peter Snell, atleta neozelandés (f. 2019).
- 1938: Cayetano Utrera Ravassa, político español (f. 2012).
- 1939: José Balza, escritor venezolano.
- 1940: Alicia Muñoz, escritora, guionista y dramaturga argentina.
- 1940: Édika, historietista egipcio-francés.
- 1940: María Elena Velasco ("La India María"), actriz mexicana (f. 2015).
- 1941: Thelma Biral, actriz argentina.
- 1942: Juan de Dios Román, entrenador y directivo de balonmano español (f. 2020).
- 1942: Muhammadu Buhari, militar y político nigeriano, presidente de Nigeria entre 2015 y 2023 (f. 2025).
- 1942: Paul Butterfield, músico estadounidense (f. 1987).
- 1943: Bert Hawthorne, piloto de automovilismo neozelandés (f. 1972).
- 1943: Pak Doo-ik, jugador norcoreano.
- 1944: Bernard Hill, actor británico (f. 2024).
- 1944: Enrique Porta, futbolista español.
- 1945: Daniel Gutiérrez Proto, magistrado uruguayo (f. 2019).
- 1945: Ernie Hudson, actor estadounidense.
- 1945: Chris Matthews, presentador estadounidense.
- 1946: Eugene Levy, actor canadiense.
- 1947: Mikola Azárov, primer ministro ucraniano.
- 1947: Robert Dornhelm, cineasta rumano.
- 1947: Wes Studi, actor estadounidense.
- 1948: Kemal Kılıçdaroğlu, político turco.
- 1948: Carlos Melero, ciclista español.
- 1949: Sotiris Kaiafas, futbolista chipriota.
- 1949: Paul Rodgers, cantante británico, de las bandas Free y Bad Company.
- 1950: Oscar Fabbiani, futbolista chileno-argentino.
- 1951: Jaume Bosch i Pugès, político español.
- 1951: Tatiana Kazánkina, atleta rusa.
- 1951: Curro Rivera, torero mexicano (f. 2001).
- 1952: Silvia Fernández Barrio, periodista argentina.
- 1952: René Simões, entrenador de fútbol brasileño.
- 1953: Aleksandr Beliavski, ajedrecista ucraniano.
- 1953: Sally Menke, montadora de cine estadounidense (f. 2010).
- 1953: Bill Pullman, actor estadounidense.
- 1954: Pichi Alonso, futbolista español.
- 1954: Tucho Calvo, periodista y escritor español.
- 1954: Amado Carrillo, narcotraficante mexicano (f. 1997).
- 1955: Brad Davis, baloncestista estadounidense.
- 1956: Peter Farrelly, productor y cineasta estadounidense.
- 1956: Ronald Melzer, crítico y productor de cine uruguayo (f. 2013).
- 1957: Andrés Mignucci, arquitecto puertorriqueño (f. 2022).
- 1957: Patricio Patrón Laviada, político mexicano.
- 1958: Mike Mills, músico estadounidense, de la banda R.E.M..
- 1959: Gregg Araki, cineasta estadounidense.
- 1959: Albert King, baloncestista estadounidense.
- 1960: Moreno Argentin, ciclista italiano.
- 1960: Abdellatif Kechiche, cineasta franco-tunecino.
- 1960: Pilar González España, poeta española.
- 1961: Sarah Dallin, compositora británica.
- 1961: Inés Fernández-Ordóñez, filóloga y académica española.
- 1962: Ari Folman, cineasta israelí.
- 1963: Jón Kalman Stefánsson, escritor islandés.
- 1963: Tijani El Maataoui, futbolista marroquí.
- 1964: Iñaki Badiola, empresario español.
- 1964: Iñigo Muguruza, músico español (f. 2019).
- 1964: Rogelio Rueda Sánchez, político mexicano.
- 1964: Joe Wolf, baloncestista estadounidense (f. 2024).
- 1965: Pelo d'Ambrosio, cantante, arreglista y compositor peruano.
- 1966: Yūko Arimori, atleta japonesa.
- 1967: Gigi D'Agostino, DJ y productor italiano.
- 1968: Almendra Gomelsky, presentadora de televisión argentina.
- 1968: Claudio Suárez, futbolista mexicano.
- 1968: Paul Tracy, piloto de carreras canadiense.

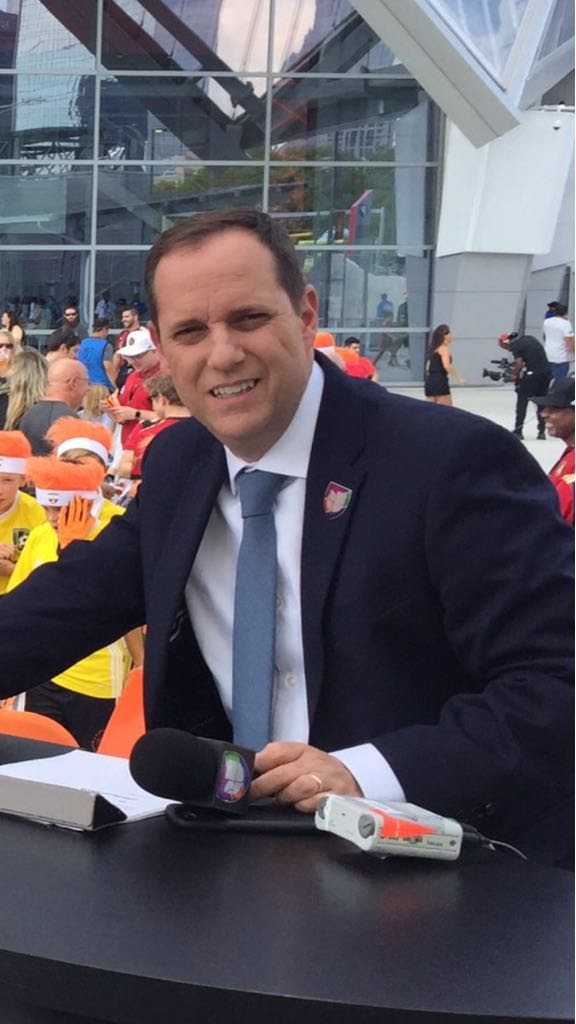
Paco Villa

- 1969: Laurie Holden, actriz estadounidense.
- 1969: Elías Jaua, político y sociólogo venezolano.
- 1969: Chuck Liddell, luchador estadounidense.
- 1969: Mick Quinn, músico británico.
- 1969: Michael V., actor y cantante filipino.
- 1969: Paco Villa, periodista, conductor y narrador deportivo mexicano (f. 2024).
- 1970: Pavel Padrnos, ciclista checo.
- 1970: Stella Tennant, modelo británica (f. 2020).
- 1970: Sean Patrick Thomas, actor estadounidense.
- 1971: Antoine Rigaudeau, baloncestista francés.
- 1971: Erick Miranda, futbolista guatemalteco.
- 1972: John Abraham, actor indio.
- 1972: David Belenguer, futbolista español.
- 1972: Iván Pedroso, atleta cubano.
- 1973: Martha Érika Alonso, política mexicana (f. 2018).
- 1973: Paula Radcliffe, atleta británica.

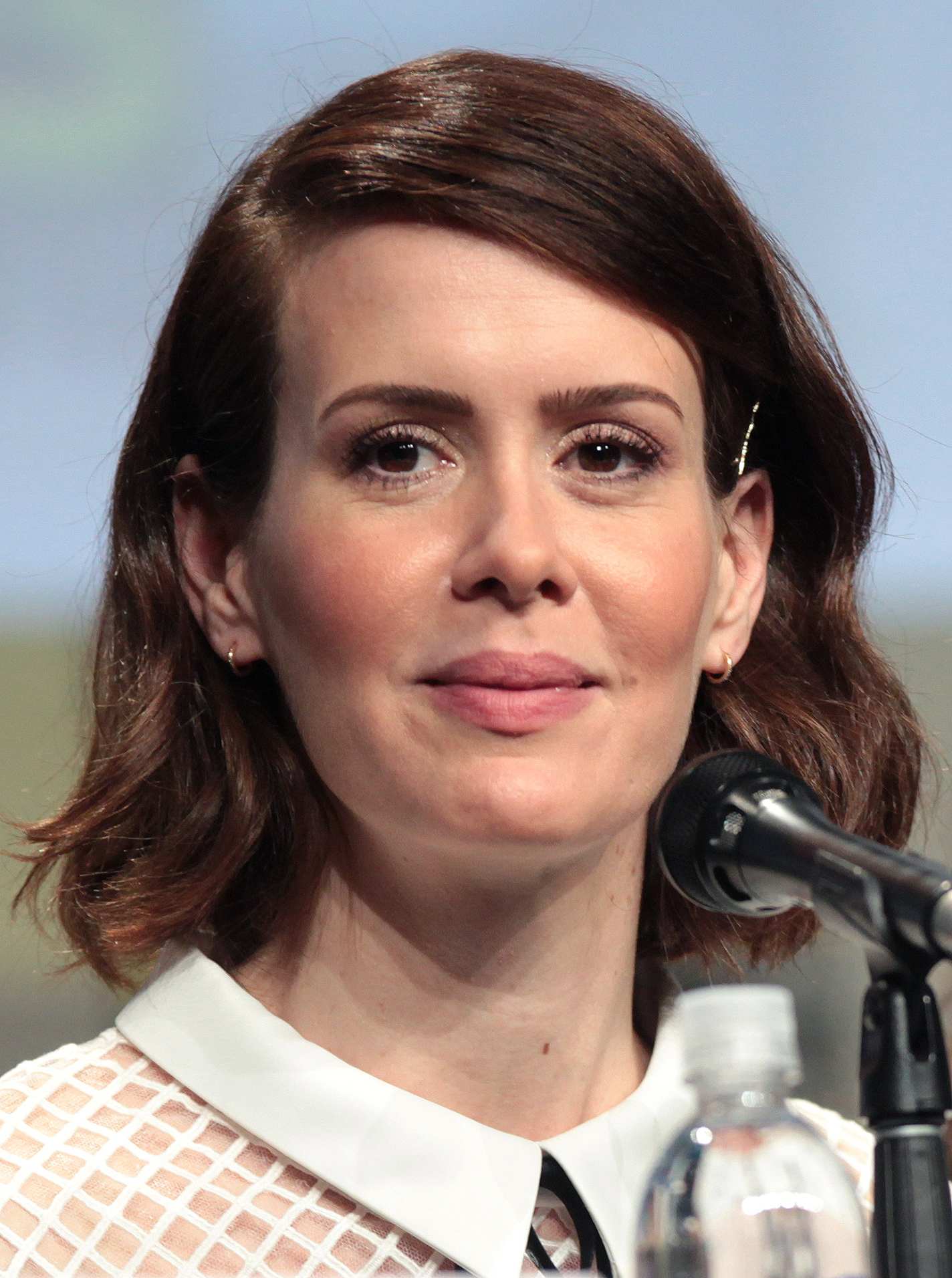
Sarah Paulson

- 1974: Marilia Andrés Casares, cantautora española, de la banda Ella Baila Sola.
- 1974: Giovanni Ribisi, actor estadounidense.
- 1974: Sarah Paulson, actriz estadounidense.

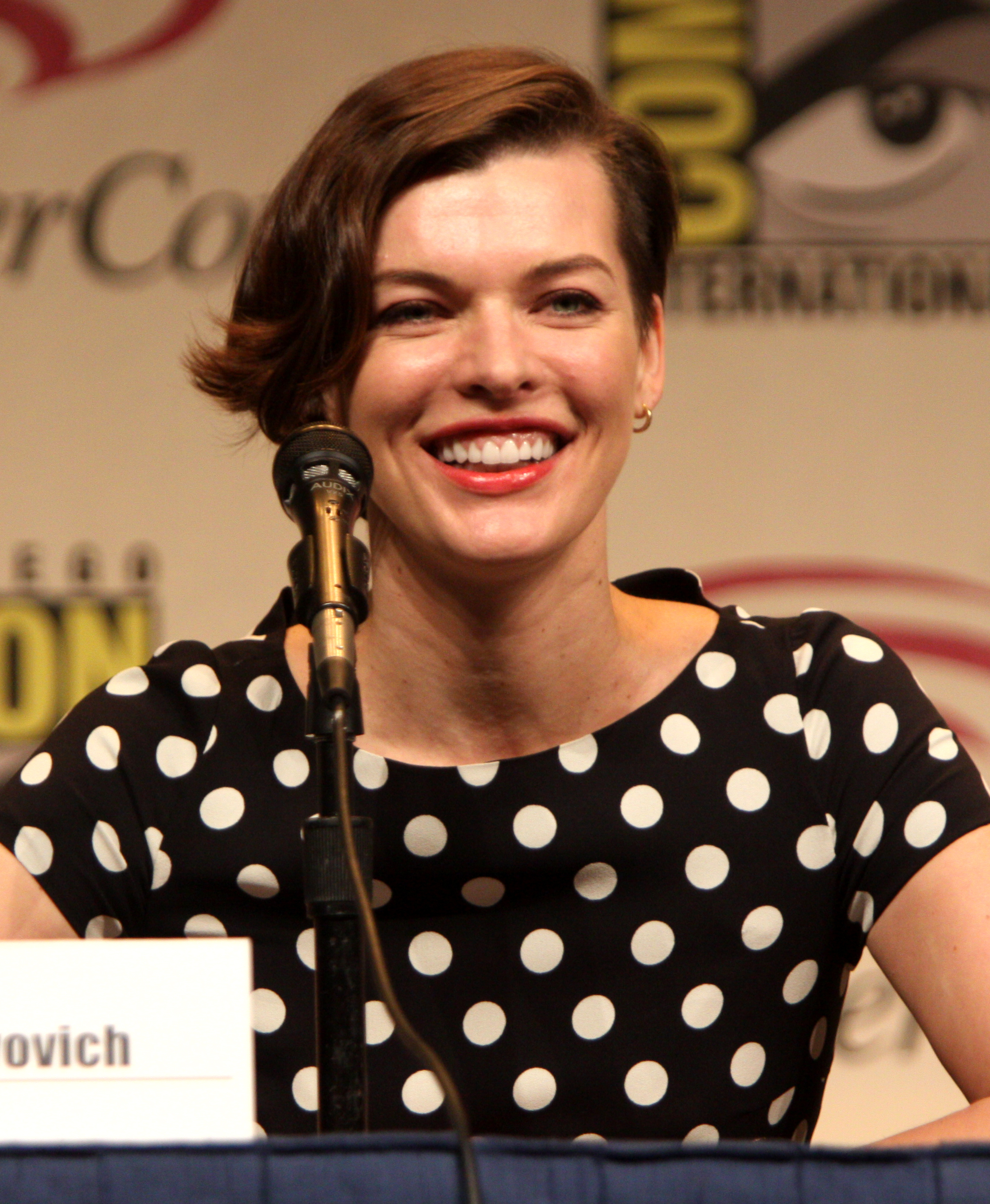
Milla Jovovich

- 1975: Nick Dinsmore, luchador estadounidense.
- 1975: Milla Jovovich, actriz y modelo ucraniana-estadounidense.
- 1975: Toño Martínez, futbolista español.
- 1976: Nir Davidovich, portero israelí.
- 1976: Marina Anna Eich, actriz alemana.
- 1976: Patrick Müller, futbolista suizo.
- 1977: Ramiro Amarelle, futbolista español.
- 1977: Arnaud Clément, tenista francés.
- 1977: Oksana Fiódorova, modelo rusa.
- 1977: Liédson, futbolista brasileño-portugués.
- 1977: Katheryn Winnick, actriz canadiense

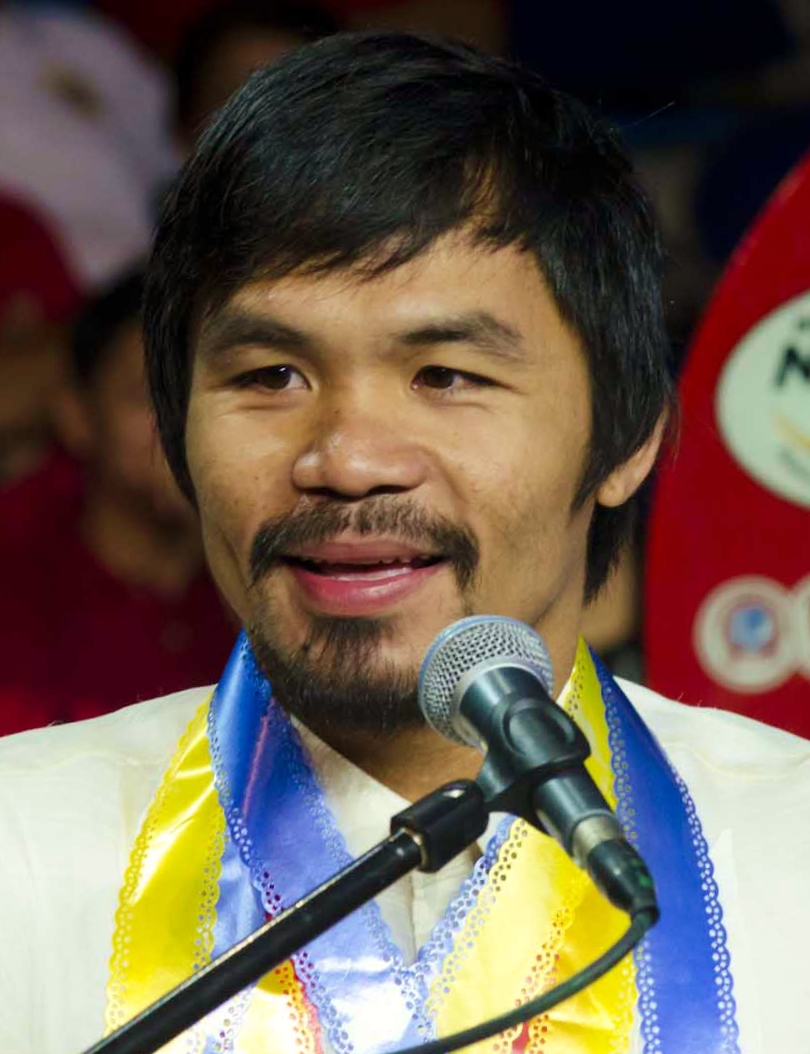
Manny Pacquiao

- 1978: Alex Cintrón, jugador puertorriqueño de béisbol.
- 1978: Manny Pacquiao, boxeador y político filipino.
- 1978: Chase Utley, jugador estadounidense de béisbol.
- 1978: Neil Sanderson, baterista canadiense de la banda Three Days Grace.
- 1979: Ryan Key, vocalista y guitarrista estadounidense, de la banda Yellowcard.
- 1979: Toño Martínez, futbolista español.
- 1980: Sebastián Beccacece, entrenador de fútbol profesional.
- 1980: Ryan Hunter-Reay, piloto de automovilismo estadounidense.
- 1981: Tremmell Darden, baloncestista estadounidense.
- 1981: Tim Wiese, futbolista alemán.
- 1982: Stephane Lasme, baloncestista gabonés.
- 1982: Boubacar Sanogo, futbolista marfileño.
- 1983: Chidi Odiah, futbolista nigeriano.
- 1983: Sébastien Ogier, piloto de rally francés.
- 1984: Christof Innerhofer, esquiador italiano.
- 1984: Shannon Woodward, actriz estadounidense.
- 1985: Martín Ricca, actor y cantante argentino.
- 1985: Łukasz Broź, futbolista polaco.
- 1986: Emma Bell, actriz estadounidense.
- 1986: Besart Ibraimi, futbolista macedonio.
- 1987: María José Rojas, futbolista chilena.
- 1987: Chelsea Manning, mujer transgénero, soldado y analista de inteligencia estadounidense.
- 1988: David Rudisha, atleta keniano.
- 1989: André Ayew, futbolista franco-ghanés.
- 1989: Taylor York, guitarrista estadounidense, de la banda Paramore.
- 1990: Abderrazak Hamdallah, futbolista marroquí.
- 1990: John Rooney, futbolista británico.
- 1992: Buddy Hield, baloncestista bahameño.
- 1993: María José Urrutia, futbolista chilena.
- 1994: Miguel Dávalos, actor peruano.
- 1994: Jackie Groenen, futbolista neerlandesa.
- 1994: Gratas Sirgėdas, futbolista lituano.
- 1996: Olivier Thill, futbolista luxemburgués.
- 1998: Martin Ødegaard, futbolista noruego.
- 1999: Marcelino Carreazo, futbolista colombiano.
- 2001: Ez Abde, futbolista marroquí-español.
- 2001: Yeri Mua, cantante, celebridad de internet, conductora y empresaria mexicana.
- 2007: Jacobo Mountbatten-Windsor, miembro de la Familia Real Británica.

## Fallecimientos
- 942: Guillermo I, aristócrata normando (n. c. 893).
- 1187: Gregorio VIII, papa católico en 1187 (n. c. 1100).
- 1195: Balduino V de Hainaut, aristócrata flamenco (n. 1150).
- 1213: San Juan de Mata, religioso francés y fundador de la Orden de la Santísima Trinidad (n. 1150).
- 1273: Yalal ad-Din Muhammad Rumi, poeta persa (n. 1207).
- 1813: Antoine Parmentier, agrónomo francés (n. 1737).

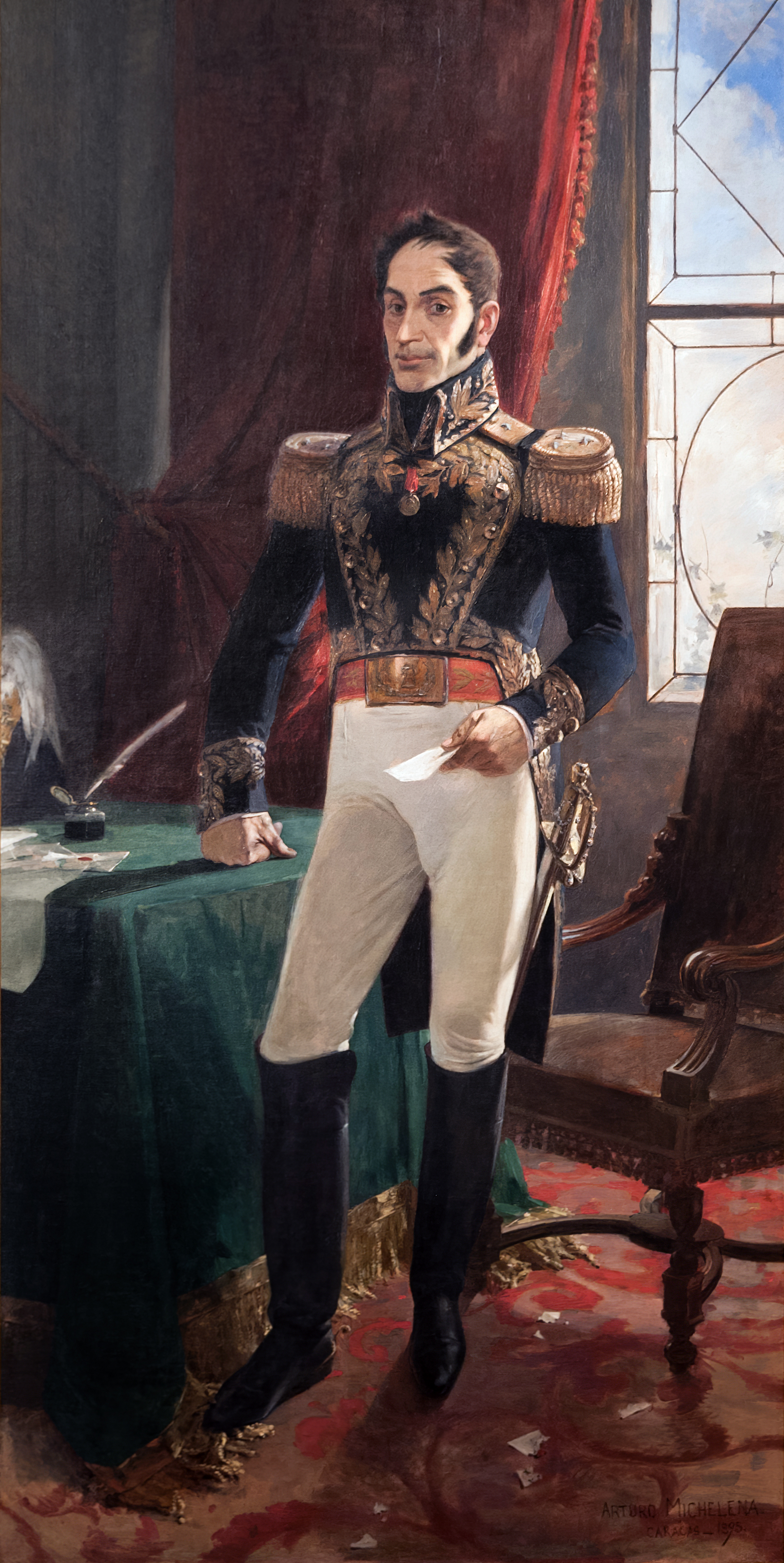
Simón Bolívar

- 1830: Simón Bolívar, militar y político venezolano (n. 1783).
- 1847: María Luisa de Austria, emperatriz francesa (n. 1791).
- 1870: Saverio Mercadante, compositor de óperas, italiano (n. 1795).
- 1881: Lewis Henry Morgan, abogado, antropólogo, etnólogo y escritor estadounidense (n. 1818).
- 1887: Nazario Toledo, médico guatemalteco (n. 1807).
- 1891: José María Iglesias, político mexicano (n. 1823).
- 1896: Tomás Gallo Goyenechea, empresario y político chileno (n. 1822).
- 1901: José María Múzquiz, abogado y político mexicano (n. 1842).
- 1901: Josep Manyanet y Vives, sacerdote y educador español (n. 1833).
- 1902: Martín Tovar y Tovar, pintor y retratista venezolano (n. 1827).
- 1907: Lord Kelvin, físico y matemático británico (n. 1824).
- 1909: Leopoldo II, rey y genocida belga, responsable del genocidio congolés: entre 8 y 15 millones de personas (n. 1835).
- 1910: Rafael Barret, escritor y anarquista hispano-paraguayo (n. 1876).
- 1917: Elizabeth Garrett Anderson, doctora británica (n. 1836).
- 1927: Hubert Harrison, activista y librepensador estadounidense (n. 1883).
- 1929: Ted Wilde, cineasta estadounidense (n. 1889).
- 1933: Thubten Gyatso, religioso dalái lama y exrey nepalés (n. 1876).
- 1935: Juan Vicente Gómez, militar, político y presidente venezolano (1908-1913, 1922-1929 y 1931-1935) (n. 1857).
- 1944: Carlos Concha Cárdenas, político peruano (n. 1888).
- 1947: Johannes Nicolaus Brønsted, químico y físico danés (n. 1879).
- 1957: Dorothy L. Sayers, escritora británica (n. 1893).
- 1957: Humberto Vázquez-Machicado, historiador boliviano (n. 1904).
- 1962: Thomas Mitchell, actor estadounidense (n. 1892).
- 1964: Victor Franz Hess, físico austríaco, premio Nobel de Física en 1936 (n. 1883).
- 1965: María Teresa Vera, cantante, compositora y guitarrista cubana (n. 1895).
- 1974: Luis Almarcha Hernández, político y clérigo español (n. 1885).
- 1978: María del Río, actriz argentina (n. 1917).
- 1978: Don Ellis, trompetista y compositor de big band estadounidense (n. 1934).
- 1982: Leonid Kogan, violinista soviético (n. 1924).
- 1986: Guillermo Cano Isaza, periodista colombiano (n. 1925).
- 1987: Marguerite Yourcenar, escritora y traductora francesa (n. 1903).
- 1987: Bernardus Johannes Alfrink, cardenal neerlandés (n. 1900).
- 1992: Dana Andrews, actor estadounidense (n. 1909).
- 1997: Ana Orantes, víctima de Violencia de género (n. 1937).
- 1999: Rex Allen, actor y cantante estadounidense (n. 1920).
- 1999: Chela Ruiz, actriz argentina (n. 1921).
- 1999: Grover Washington, Jr., saxofonista estadounidense, compositor del tema "Just the two of us"(n. 1943)
- 2001: Martha Mödl, soprano alemana (n. 1912)
- 2004: Dietrich Schwanitz, filólogo, catedrático y escritor alemán (n. 1940).
- 2006: Luis García-San Miguel, jurista español (n. 1929).
- 2008: Luis Félix López, escritor y político ecuatoriano (n. 1932).
- 2008: Héctor Malamud, actor argentino (n. 1943).
- 2009: Albert Ràfols-Casamada, pintor y escritor español (n. 1923).[4]
- 2010: Captain Beefheart, pintor y músico estadounidense (n. 1941).[5]
- 2010: Eugenio Heiremans, empresario y dirigente gremial chileno (n. 1923).[6]
- 2010: María Jesús San Segundo, política española (n. 1958).[7]
- 2010: Mijaíl Umansky, ajedrecista ruso (n. 1952).
- 2010: Dick Gibson, piloto británico de automovilismo (n. 1918).
- 2011: Kim Jong-il, militar y político norcoreano, líder supremo de Corea del Norte entre 1994 y 2011 (n. 1942).
- 2012: Daniel Inouye, militar y político estadounidense (n. 1924).
- 2014: Maurice Duverger, académico y jurista francés (n. 1917).
- 2018: Penny Marshall, actriz y productora estadounidense (n. 1943).
- 2020: Pierre Buyoya, militar y político burundés, presidente de Burundi entre 1987-1993 y 1996-2003 (n. 1949).
- 2020: Hennadiy Kernes, empresario y político ucraniano (n. 1959).
- 2020: Jeremy Bulloch, actor británico (n. 1945).
- 2021: José Pablo Feinmann, filósofo, historiador, periodista, escritor argentino (n. 1943).
- 2021: Vicente Feliú, músico, cantante, guitarrista y cantautor cubano (n. 1947).
- 2024: Marisa Paredes, actriz española (n. 1946).

## Celebraciones
- Día Internacional por el Fin de la Violencia Contra las Trabajadoras Sexuales.

 Por países
(Por orden alfabético)
- Argentina: 
  - Día del Contador Público Nacional.[8]
Sin embargo, la fecha no se conmemora en todo el país: algunos lo hacen el 20 de junio en honor a Manuel Belgrano y los contadores de la Provincia de Misiones festejan el 2 de junio, como Día del Graduado de Ciencias Económicas de la Universidad Nacional de Misiones (UNaM).[9]
  - Día del Peluquero Canino.

- Baréin: 
  - Día de la Adhesión.

- Bután: 
  - Día Nacional.

- Estados Unidos: 
  - Día de la Aviación Panamericana.
(en inglés: Pan American Aviation Day).
  - Día de los Hermanos Wright (pioneros de la aviación estadounidense).
  - Día del Jarabe de Arce.
(en inglés: National Maple Syrup Day).
  - Día del Jersey Feo de Navidad.
(en inglés: Ugly Christmas Sweater).

### Santoral católico

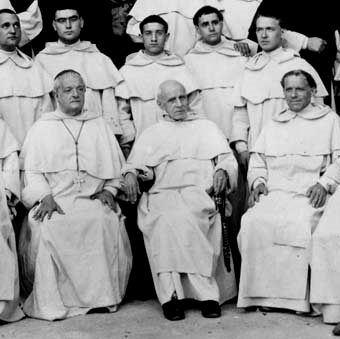
Beato Jacinto, religioso (sentado en el centro).

- San Modesto de Jerusalén, obispo (634).
- Santos cincuenta soldados de Eleuterópolis (638).
- San Judicael de Bretaña (c. 650).[10]
- Santa Bega de Andenne, viuda (693).[11]
- San Esturmio de Fulda, abad (779).
- San Cristóbal de Collesano, monje (siglo XI).[12]
- Santa Vivina de Bruselas, abadesa (1170).
- San Juan de Mata, presbítero (1213).
- San José Manyanet y Vives, presbítero (1901).
- Beato Jacinto Cormier, presbítero (1916) (imagen ilustrativa).

 Por países
(Por orden alfabético)
- Cuba: 
  - San Lázaro Milagroso, santo patrono de los pobres y enfermos. Es el santo más popular y querido en este país, después de la Virgen de la Caridad del Cobre, la santa patrona de Cuba. Es la festividad de San Lázaro de Betania, un amigo de Jesús que fue resucitado de entre los muertos.